# زارالصدقة (أسلم)

تعديل مصدري - تعديل

زارالصدقة هي إحدى قرى عزلة أسلم الوسط بمديرية أسلم التابعة لمحافظة حجة، بلغ تعداد سكانها 25 نسمة حسب تعداد اليمن لعام 2004.